# Valiant (tanque)
Valiant ou Tank, Infantry, Valiant (A38) foi um tanque de guerra britânico projetado durante a Segunda Guerra Mundial que atingiu apenas o estágio de protótipo. Planejado como um tanque leve mas fortemente armado para uso em confrontos no extremo oriente, provou ser um fracasso ergonômico. Foi usado pela School of Tank Technology como modelo de estudo para seus estudantes depois da guerra.